# Mohamed Dahmane
Mohamed Dahmane (Maubeuge, 9 april 1982) is een Frans-Algerijnse voetballer. Dahmane is een vleugelaanvaller en speelt bij Olympic Club Charleroi.

## Carrière
Hij zette zijn eerste voetbalpassen op het veld van US Maubeuge, de club van zijn geboortestad. Later ging Dahmane naar RC Lens, waar hij als een beloftevolle jeugdspeler werd gezien. Toch raakte zijn profcarrière de eerste jaren niet van de grond. Toen hij een tijdje de Ligue 4 van het Franse voetbal, bij Stade Poitevin FC had gespeeld, ging hij dan ook naar België.
Hij ging er in 2005 spelen bij derdeklasser R. Francs Borains. Daar scoorde hij in 13 wedstrijden 18 keer. Dat leverde hem in de winterstop van dat seizoen een transfer op naar toenmalig tweedeklasser RAEC Mons uit Bergen, waarmee hij in 2006 promoveerde naar de Jupiler League, de hoogste afdeling van België. Mons eindigde in haar eerste seizoen in de eerste klasse negende. Dahmane was, samen met onder anderen Wilfried Dalmat en Fadel Brahami, een van de sterkhouders van de Henegouwse club.
Hierdoor kwam er interesse van heel wat Belgische topclubs. Onder andere Club Brugge KV, Standard Luik, KRC Genk en KAA Gent waren geïnteresseerd. Uiteindelijk koos hij voor het Limburgse KRC Genk, waar hij een contract voor vier seizoenen tekende. Na veel heisa over een verkoopclausule bij de transfer van Dahmane van Francs Borains naar Mons, werd bekendgemaakt dat Genk de aanvaller voor zo'n 700.000 euro had gekocht.
Op 29 januari 2008 verbrak Mohammed Dahmane wegens ernstige redenen zijn contract bij KRC Genk.
Op 23 januari 2008 stuurde het bestuur van KRC Genk hem samen met Gonzague Vandooren naar de B-kern, omdat beide spelers "de sfeer verziekten" binnen de spelersgroep. Hij tekende terug een contract bij zijn ex-club Bergen; Genk vocht deze beslissing aan en sleepte Bergen voor de rechter. De rechter besliste dat Dahmane eigendom was van Bergen. Hij begon de competitie 2008/09 daarom ook bij Bergen, hoewel hij net voor het sluiten van de transfermarkt nog flirtte met een transfer naar zijn ex-club KRC Genk of Club Brugge. Hier kwam echter niets meer van en Dahmane was dus zeker tot de winterstop eigendom van Bergen.
Tijdens de transferperiode van deze winterstop trok Club Brugge dan toch de flankaanvaller aan. Hij tekende er een contract tot juni 2011. Dahmane zat echter meer op de bank dan hem lief was en in de zomer van 2010 trok hij naar het Turkse Bucaspor. Hij werd er echter niet betaald, waardoor hij zes maanden later reeds terugkeerde naar België, nl. naar AS Eupen. Daar tekende hij een contract voor zes maanden.

## Statistieken
| Seizoen         | Club                    | Land      | Competitie     | Wedstrijden | Doelpunten |
| --------------- | ----------------------- | --------- | -------------- | ----------- | ---------- |
| 2015/2016       | CS Constantine          | Algerije  | 1e Divisie     | 0           | 0          |
| 2014/2015       | CS Constantine          | Algerije  | 1e Divisie     | 0           | 0          |
| 2013/2014       | CS Constantine          | Algerije  | 1e Divisie     | 0           | 0          |
| 2012/2013       | CS Constantine          | Algerije  | 1e Divisie     | 0           | 0          |
| 2011/2012       | CS Constantine          | Algerije  | 1e Divisie     | 8           | 4          |
| 2010/2011       | AS Eupen                | België    | Jupiler League | 4           | 0          |
| 2010/2011       | Bucaspor                | Turkije   | Süper Lig      | 6           | 0          |
| 2010/2011       | Club Brugge             | België    | Jupiler League | 2           | 0          |
| 2009/2010       | Club Brugge             | België    | Jupiler League | 15          | 2          |
| 01-2009/06-2009 | Club Brugge             | België    | Jupiler League | 13          | 2          |
| 01-2008/01-2009 | Bergen                  | België    | Jupiler League | 29          | 12         |
| 2007/01-2008    | KRC Genk                | België    | Jupiler League | 11          | 1          |
| 01-2006/2007    | Bergen                  | België    | Tweede klasse  | 45          | 20         |
| 2005/01-2006    | R. Francs Borains       | België    | Derde klasse   | 13          | 18         |
| 2004/2005       | Union Sportive Maubeuge | Frankrijk | DH Nord        | 0           | 0          |
| 2003/2004       | Stade Poitevin FC       | Frankrijk |                | 7           | 0          |

Bijgewerkt: tot 12-02-2012